# Cylindropuntia

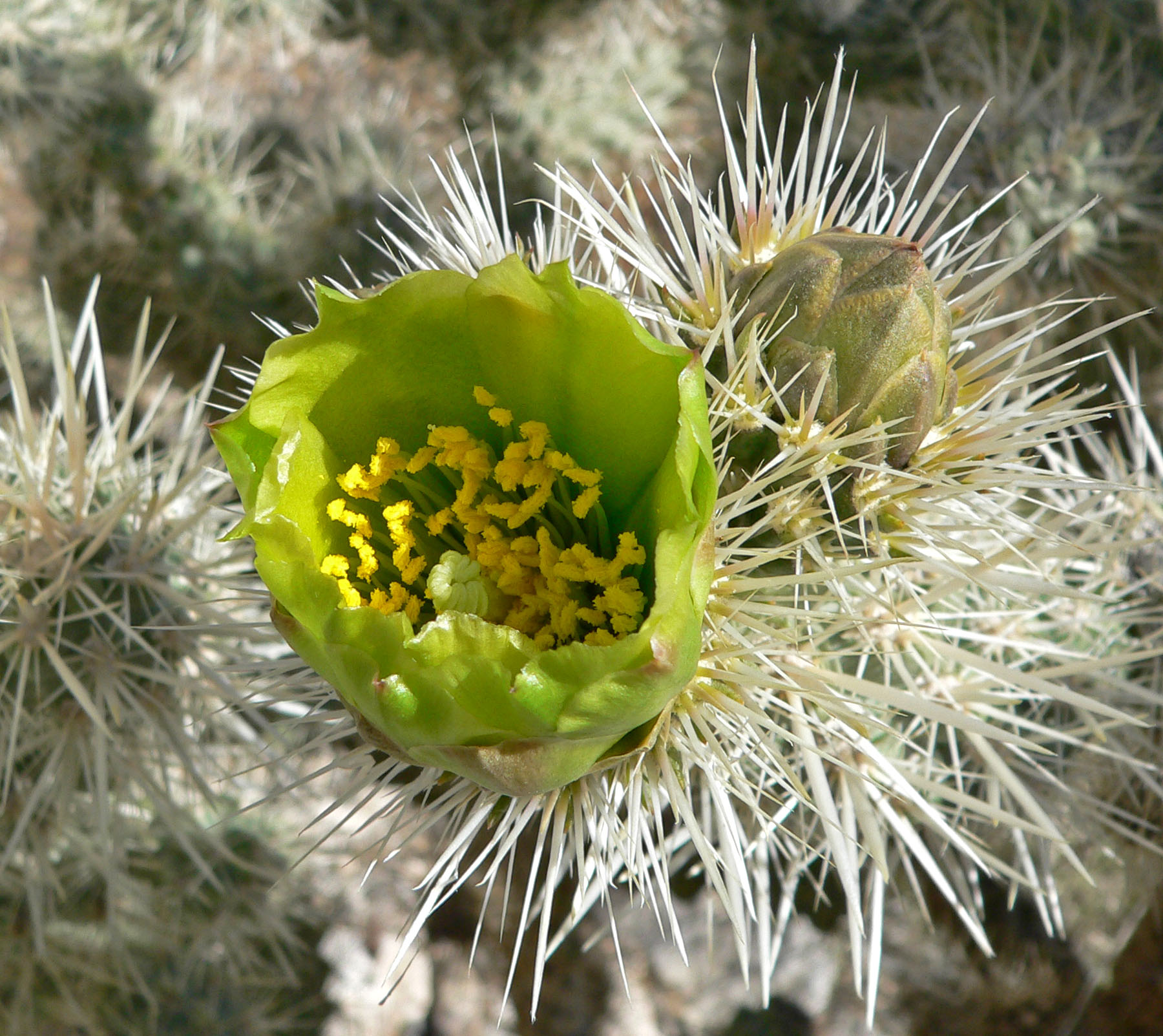
Kwiat Cylindropuntia echinocarpa

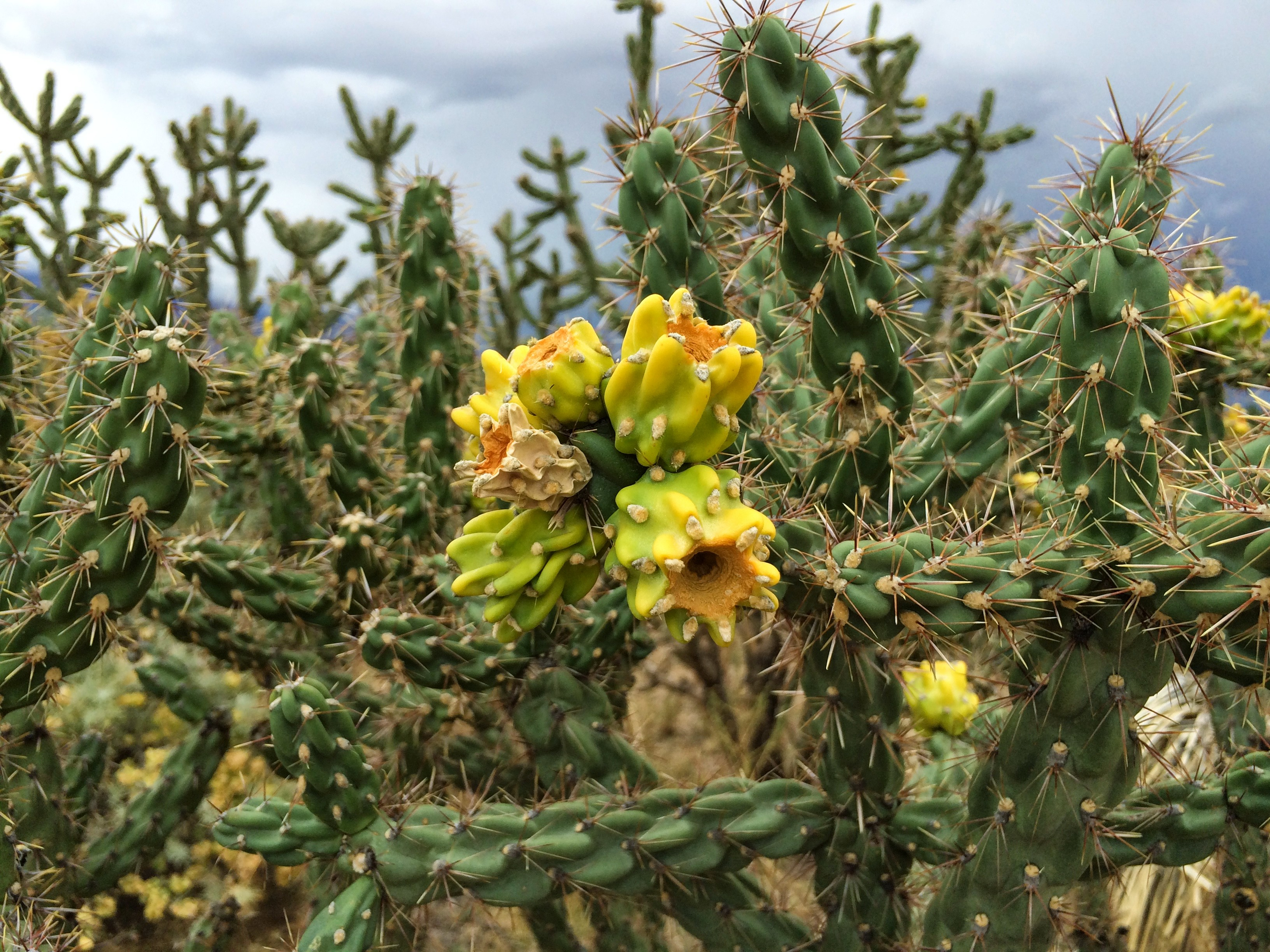
Owocująca Cylindropuntia imbricata

Cylindropuntia – rodzaj z rodziny kaktusowatych występujący na północy Meksyku oraz zachodnio-południowej części Stanów Zjednoczonych, sztucznie wprowadzony także do Chile, Ekwadoru oraz Peru. W zależności od ujęcia systematycznego uznawany za podrodzaj opuncji lub odrębny rodzaj – kryterium rozróżnienia jest morfologia pędów – u opuncji są one płaskie (spłaszczone), w przypadku cylindropuncji cylindryczne. Pokrój roślin jest krzewiasty, kwiaty żółte, zielone, brązowe lub czerwone, niekiedy też różowe.

## Systematyka

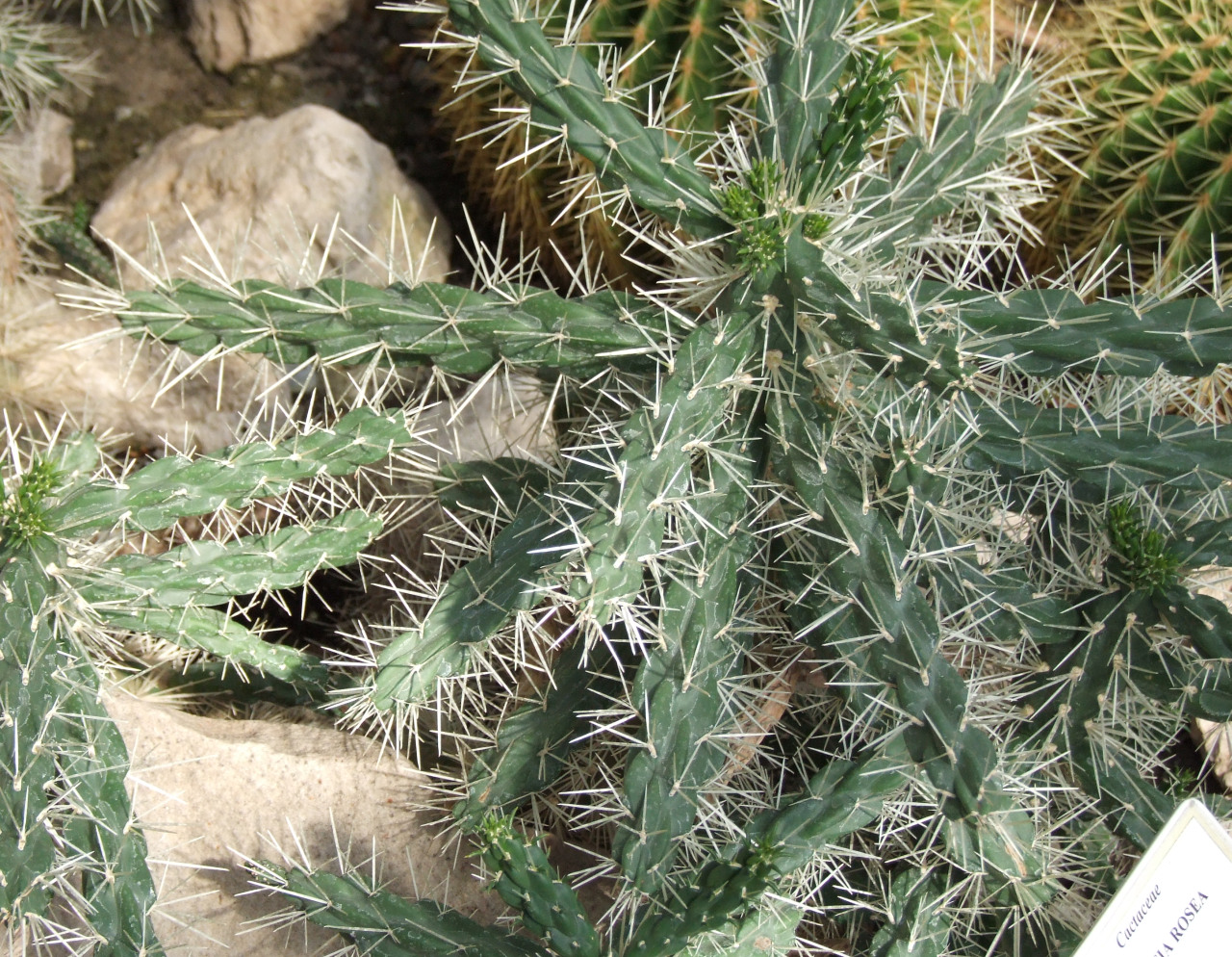
Cylindropuntia rosea

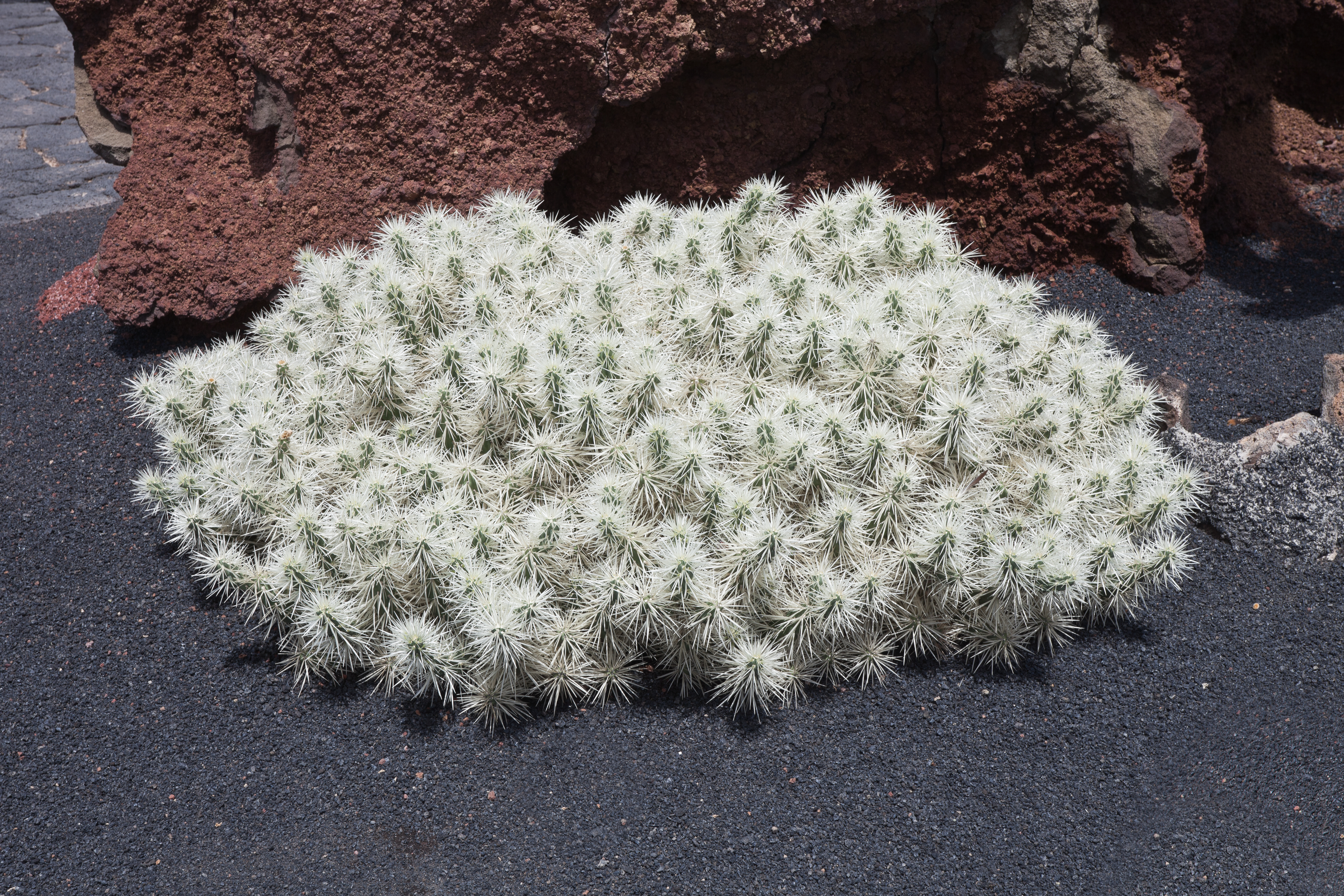
Cylindropuntia tunicata

Pozycja systematyczna według APweb (aktualizowany system APG III z 2009)
Takson ujmowany różnie w zależności od ujęcia systematycznego. Przy szerokim ujęciu rodzaju opuncja (Opuntia) stanowi jego podrodzaj, przy wąskim ujęciu jest wyodrębniany jako osobny rodzaj.
Należy do rodziny kaktusowatych (Cactaceae) Juss., która jest jednym z kladów w obrębie rzędu goździkowców (Caryophyllales) i klasy roślin okrytonasiennych. W obrębie kaktusowatych należy do plemienia Opuntieae, podrodziny Opuntioideae.
Wykaz gatunków
- Cylindropuntia abyssi (Hester) Backeb.
- Cylindropuntia acanthocarpa (Engelm. & J.M.Bigelow) F.M.Knuth
- Cylindropuntia alcahes (F.A.C.Weber) F.M.Knuth
- Cylindropuntia anteojoensis (Pinkava) E.F.Anderson
- Cylindropuntia arbuscula (Engelm.) F.M.Knuth
- Cylindropuntia bigelovii (Engelm.) F.M.Knuth
- Cylindropuntia californica (Torr. & A.Gray) F.M.Knuth
- Cylindropuntia caribaea (Britton & Rose) F.M.Knuth
- Cylindropuntia cholla (F.A.C.Weber) F.M.Knuth
- Cylindropuntia × congesta (Griffiths) F.M.Knuth
- Cylindropuntia davisii (Engelm. & J.M.Bigelow) F.M.Knuth
- Cylindropuntia × deserta (Griffiths) Pinkava
- Cylindropuntia echinocarpa (Engelm. & J.M.Bigelow) F.M.Knuth
- Cylindropuntia fosbergii (C.B.Wolf) Rebman, M.A.Baker & Pinkava
- Cylindropuntia fulgida (Engelm.) F.M.Knuth
- Cylindropuntia ganderi (C.B.Wolf) Rebman & Pinkava
- Cylindropuntia hystrix (Griseb.) Areces
- Cylindropuntia imbricata (Haw.) F.M.Knuth
- Cylindropuntia × kelvinensis (V.E.Grant & K.A.Grant) P.V.Heath
- Cylindropuntia kleiniae (DC.) F.M.Knuth
- Cylindropuntia leptocaulis (DC.) F.M.Knuth
- Cylindropuntia lindsayi (Rebman) Rebman
- Cylindropuntia molesta (Brandegee) F.M.Knuth
- Cylindropuntia × multigeniculata (Clokey) Backeb.
- Cylindropuntia munzii (C.B.Wolf) Backeb.
- Cylindropuntia × neoarbuscula (Griffiths) F.M.Knuth
- Cylindropuntia parryi (Engelm.) F.M.Knuth
- Cylindropuntia prolifera (Engelm.) F.M.Knuth
- Cylindropuntia ramosissima (Engelm.) F.M.Knuth
- Cylindropuntia rosea (DC.) Backeb.
- Cylindropuntia sanfelipensis (Rebman) Rebman
- Cylindropuntia santamaria (E.M.Baxter) Rebman
- Cylindropuntia spinosior (Engelm.) F.M.Knuth
- Cylindropuntia tesajo (Engelm.) F.M.Knuth
- Cylindropuntia × tetracantha (Toumey) F.M.Knuth
- Cylindropuntia thurberi (Engelm.) F.M.Knuth
- Cylindropuntia tunicata (Lehm.) F.M.Knuth
- Cylindropuntia versicolor (Engelm. ex Toumey) F.M.Knuth
- Cylindropuntia × viridiflora (Britton & Rose) F.M.Knuth
- Cylindropuntia × vivipara (Rose) F.M.Knuth
- Cylindropuntia whipplei (Engelm. & J.M.Bigelow) F.M.Knuth
- Cylindropuntia wigginsii (L.D.Benson) H.Rob.
- Cylindropuntia wolfii (L.D.Benson) M.A.Baker
- Cylindropuntia × antoniae P.V.Heath
- Cylindropuntia × campii (M.A.Baker & Pinkava) M.A.Baker & Pinkava
- Cylindropuntia × cardenche (Griffiths) Pinkava & M.A.Baker
- Cylindropuntia densiaculeata Backeb.
- Cylindropuntia × grantiorum P.V.Heath
- Cylindropuntia × media P.V.Heath
- Cylindropuntia verschaffeltii (Cels ex F.A.C.Weber) Backeb.

## Zastosowanie
- Do hodowli na zewnątrz przy ochronie przed nadmiarem wilgoci nadają się w warunkach środkowoeuropejskich gatunki: C. imbricata, C. viridiflora, C. whipplei[7].